# Mieczysław Bronowiecki
Mieczysław Bronowiecki (ur. 7 września 1924 w Równem, zm. 11 października 2010 w Warszawie) – generał brygady Wojska Polskiego, b. wieloletni szef Służby Uzbrojenia i Elektroniki MON
Syn Mikołaja i Marii z domu Gorzelak. Służbę wojskową rozpoczął jako ochotnik 15 sierpnia 1944. Był żołnierzem 6 Pułku Piechoty, który wchodził w skład 2 Dywizji Piechoty im. Jana Henryka Dąbrowskiego. 11 września 1944 podczas walk nad Wisłą został kontuzjowany jako amunicyjny ckm. Po pobycie w zapasowym pułku w Rzeszowie został skierowany do 2 Frontowej Szkoły Oficerów Piechoty w Lublinie, którą ukończył z pierwszą lokatą. 31 grudnia 1944 promowany na stopień podporucznika w korpusie oficerów piechoty przez gen. dyw. B. Półturzyckiego. Po promocji został skierowany na wykładowcę uzbrojenia strzeleckiego do Oficerskiej Szkoły Piechoty nr 3. W 1945 po przedstawieniu własnego projektu udoskonalenia granatu został przeniesiony do Departamentu Sprzętu Wojskowego, a następnie do Departamentu Uzbrojenia MON. Został również odznaczony Srebrnym Krzyżem Zasługi.
W 1947 został skierowany do Kompanii Akademickiej nr 1 i rozpoczął studia na Wydziale Mechanicznym Politechniki Warszawskiej. Po ukończeniu studiów uzyskał tytuł inżyniera i pełnił służbę w odbiorze produkcji uzbrojenia w Zakładach Metalowych w Radomiu, a następnie w Centralnym Badawczym Poligonie Artyleryjskim w Zielonce koło Warszawy. W 1959 ukończył w trybie zaocznym studia w Akademii Sztabu Generalnego WP. W 1960 objął obowiązki zastępcy szefa Departamentu Uzbrojenia MON, a rok później został skierowany na przeszkolenie w Wyższej Szkole Artyleryjsko-Inżynieryjnej w Penzie (ZSRR) w zakresie rakiet operacyjno-taktycznych. We wrześniu 1965 został awansowany na mocy uchwały Rady Państwa PRL na stopień generała brygady. Nominację otrzymał w październiku 1965 w Belwederze z rąk przewodniczącego Rady Państwa Edwarda Ochaba.
W latach 1966–1969 był szefem Departamentu Uzbrojenia MON, a po jego reorganizacji (w lutym 1969 roku) szefem Służby Uzbrojenia i Elektroniki MON. W listopadzie 1969 został zastępcą szefa Komitetu Technicznego Zjednoczonych Sił Zbrojnych Państw Uczestników Układu Warszawskiego w Moskwie. Od 1972 pełnił służbę na stanowisku szefa Sztabu Służb Technicznych -zastępcy Głównego Inspektora Techniki WP.
Był absolwentem kursu operacyjno-strategicznego w Wojskowej Akademii Sztabu Generalnego Sił Zbrojnych ZSRR im. Woroszyłowa w Moskwie (1975). Od maja 1977 do maja 1982 pełnił funkcję szefa Wojskowych Przedsiębiorstw Remontowo-Produkcyjnych Głównego Inspektoratu Techniki WP. W latach 1982–1983 oddelegowany do służby poza wojskiem na stanowisku zastępcy przewodniczącego Komitetu Przemysłu Obronnego Rady Ministrów. W 1986 przjął od gen. bryg. dr Mieczysława Kaczyńskiego obowiązki komendanta Instytutu Systemów Zabezpieczenia Technicznego Wojsk w Wojskowej Akademii Technicznej (do 1989 roku).
10 listopada 1989 pożegnany oficjalnie przez ministra obrony narodowej, gen. armii Floriana Siwickiego w związku z zakończeniem zawodowej służby wojskowej, przeniesiony w stan spoczynku w wieku 65 lat z dniem 2 grudnia 1989.
Uhonorowany m.in. Orderem Sztandaru Pracy II klasy (1947), Krzyżami Komandorskim (1968) i Kawalerskim (1963) Orderu Odrodzenia Polski oraz Złotym (1954) i Srebrnym (1947) Krzyżem Zasługi, jak również innymi odznaczeniami państwowymi, resortowymi i zagranicznymi.
Pochowany w grobnie urnowym na cmentarzu Powązki Wojskowe w Warszawie (kwatera E-17-5).

## Życie prywatne
Mieszkał w Warszawie. Żonaty z Marianną z domu Kowalczyk (1926-2012). Małżeństwo miało dwóch synów.